# Лорелвил (Охајо)
Лорелвил (енгл. Laurelville) град је у америчкој савезној држави Охајо.

## Демографија
По попису из 2010. године број становника је 527, што је 6 (-1,1%) становника мање него 2000. године.
| Група             | 2000.       | 2010.       |
| Белци             | 523 (98,1%) | 511 (97,0%) |
| Афроамериканци    | 0 (0,0%)    | 0 (0,0%)    |
| Азијати           | 0 (0,0%)    | 3 (0,6%)    |
| Хиспаноамериканци | 3 (0,6%)    | 2 (0,4%)    |
| Укупно            | 533         | 527         |